# Maia Reficco
Maia Reficco Viqueira (sinh ngày 14 tháng 7 năm 2000) là một nữ diễn viên và ca sĩ người Hoa Kỳ gốc Argentina. Cô được biết đến với các vai diễn trong loạt phim gốc của Nickelodeon Latin America, Kally's Mashup, và trong loạt phim kinh dị kinh dị Pretty Little Liars: Original Sin, một phần phụ của Pretty Little Liars.

## Cuộc đời và sự nghiệp
Reficco được sinh ra ở Boston, Massachusetts và năm sáu tuổi, cô chuyển đến Buenos Aires, Argentina, với gia đình có nguồn gốc Argentina. Ngay từ nhỏ, cô thể hiện sự quan tâm đến âm nhạc, hát và chơi guitar, piano, saxophone và ukulele. Mẹ của cô, Katie Viqueira là một ca sĩ và giáo viên hát, và là giám đốc của trung tâm nghệ thuật thanh nhạc của riêng cô, và cha cô, Ezequiel Reficco là giáo sư tại Đại học Los Andes ở Bogotá. Cô có một em trai, Joaquín Reficco Viqueira, cũng là một ca sĩ. Reficco đã làm nhào lộn trong 11 năm. Năm 15 tuổi, cô đi du lịch tới Los Angeles và sống với Claudia Brant, nơi cô có cơ hội học hát với Eric Vetro, một huấn luyện viên thanh nhạc cho các nghệ sĩ như Ariana Grande, Camila Cabello và Shawn Mendes. Cô cũng tham dự một chương trình năm tuần tại Berklee College of Music ở Boston, nơi cô đã xuất sắc, kiếm được học bổng.
She came to the Nickelodeon Latin America project Kally's Mashup thanks to Claudia Brant and the Instagram social network; Brant was the one who was in charge of sending the covers that Reficco made of different artists and uploaded to the platform, then she was contacted by the production of the series for an audition. Reficco auditioned with the Ariana Grande song "Dangerous Woman". She managed to get the leading role of the series playing Kally Ponce. Reficco signed with the record company Deep Well Records and traveled to Miami to record music for the series. On October 19, 2017, Reficco appeared for the first time at the Kids' Choice Awards Argentina presenting the theme song for the series "Key of Life".
Vào tháng 8 năm 2018, Reficco đã biểu diễn tại Giải thưởng Selection của trẻ em Mexico, nơi cô hát bài hát "World's Collide" và "Unísono" với dàn diễn viên của Kally's Mashup. Cùng tháng đó, trong một cuộc phỏng vấn với Billboard Argentina, Reficco xác nhận rằng cô đang làm việc với tài liệu thu âm của mình với tư cách là một nghệ sĩ độc tấu kết hợp với một nhãn hiệu lớn, cũng như tiết lộ rằng album đầu tay của cô sẽ thuộc thể loại Pop và R & B. Album của cô cũng sẽ hoàn toàn bằng tiếng Anh. Cô đã biểu diễn tại KCA Argentina 2018, nơi cô đã hát bài hát "World's Collide" và "Unísono" một lần nữa với dàn diễn viên của Kally's Mashup. Vào ngày 7 tháng 11, Reficco đã xuất hiện tại Meus Prgerios Nick 2018, nơi cô lại biểu diễn các bài hát tương tự, nhưng lần này là "Unísono", cùng với Alex Hoyer và Lalo Brito; Cùng một đêm, Reficco được trao tặng "Nghệ sĩ truyền hình yêu thích". Năm 2022, cô xuất hiện trong DO Revenge, một bộ phim Netflix và đóng vai chính là Noa Olivar trong loạt phim HBO Max Pretty Little Liars: Original Sin.

## Phim đã tham gia
| Năm       | Tựa phim                                 | Vai diễn     | Ghi chú                                             |
| --------- | ---------------------------------------- | ------------ | --------------------------------------------------- |
| 2017–2019 | Kally's Mashup                           | Kally Ponce  | Phim truyền hình (Nickelodeon); 120 episodes        |
| 2019      | Club 57                                  | Kally Ponce  | Phim truyền hình (Nickelodeon); 1 episode           |
| 2021      | Kally's Mashup ¡Un cumpleaños muy Kally! | Kally Ponce  | Phim truyền hình(Nickelodeon)                       |
| 2022–2024 | Pretty Little Liars: Original Sin        | Noa Olivar   | Truyền phát phim truyền hình (HBO Max); 10 episodes |
| 2022      | Do Revenge                               | Montana Ruiz | Truyền phát phim truyền hình (Netflix)              |
| TBA       | One Fast Move                            | Camila       |                                                     |
| TBA       | A Cuban Girl's Guide to Tea and Tomorrow | Lila Reyes   |                                                     |

### Nhà hát
| Năm       | Tựa phim        | Vai diễn  | Ghi chú       |
| --------- | --------------- | --------- | ------------- |
| 2019      | Evita           | Eva Joven | Vai trò chính |
| 2020      | Next to normal  | Natalie   | Vai trò chính |
| 2020–2021 | Juegos: la obra | Susana    | Vai trò chính |
| 2021      | #REDES          | Maia      | Vai trò chính |

### Danh sách đĩa nhạc
| Năm  | Tựa phim                                                                    |
| ---- | --------------------------------------------------------------------------- |
| 2018 | KALLY's Mashup: La Música (Nhạc phim phim truyền hình gốc)                  |
| 2019 | KALLY's Mashup: La Música, Vol. 2 (Nhạc phim phim truyền hình gốc)          |
| 2020 | Tuya                                                                        |
| 2021 | De Ti De Ti (Sống)                                                          |
| 2021 | Tanto Calor                                                                 |
| 2021 | Kally's Mashup: Un Cumpleaños Muy Kally – Ban nhạc âm thanh gốc của bộ phim |
| 2022 | Rápido y Furioso                                                            |
| 2022 | EN CARTAGENA                                                                |